# Booch?
Booch? is een gratis tweedaags muziekfestival dat sinds 1998 jaarlijks in het centrum van de Nederlandse stad Heerlen wordt georganiseerd en ongeveer 20.000 bezoekers per editie trekt. Het festival programmeert aanstormende bands uit het nationale en internationale clubcircuit en regionale bands en dj's. Onder andere Beef, C-mon & Kypski, Dotan, Epica, Gabriel Ríos, Heideroosjes, De Jeugd van Tegenwoordig, Krezip, Pete Philly, Racoon en Royal Republic speelden in het verleden op het festival.
Na de zeventiende editie in 2014 verdween Booch? vanwege financiële problemen van de festivalkalender. In 2023 keerde het festival na een afwezigheid van acht jaar terug.

## Edities
- 2025 (4 oktober): Isabèl Usher, Min Taka, ISAÏ, Sophia Peters, BUG, Vals Alarm, BlackBeach, e.a.
- 2024 (10 en 11 augustus):EARGASM GOD, Bad Nerves,Barosz, Bente,Gunmoll, Joey Valence & Brae [en], Moon Hooch [en], Prins S. en De Geit, Search-Party VENUES e.a.
- 2023 (12 en 13 augustus): Banji, Brutus, Future Palace [en], Jiri11, Madoux, Robin Kester, S10, e.a.
- 2014 (8, 9 en 10 augustus): Born from Pain, Diablo Blvd, Dog Eat Dog, Marco Roelofs, Taymir, e.a.
- 2013 (10 en 11 augustus): !!! (chk chk chk),  Black Sun Empire, Baskerville, Boef en de Gelogeerde Aap, e.a.
- 2012 (11 en 12 augustus): Kapitan Korsakov, Middleman, Royal Republic, Yellow Claw, Your Demise [en], e.a.
- 2011 (12, 13 en 14 augustus): Destine, Dotan, The Kleptones [en], Pete Philly, Jacqueline Govaert, Jungle by Night, e.a.
- 2010 (14 en 16 augustus): Good Shoes [en], The Madd, Nobody Beats the Drum, The Heavy [en], ReVamp, e.a.
- 2009 (15 en 16 augustus): 21 Eyes of Ruby, Blind Sight, Hit Me TV,  Lavalu, Nailpin, Vader, Shameboy, e.a.
- 2008 (23 en 24 augustus): Aux Raus, Claw Boys Claw, Hospital Bombers, Kings of the Day, Kubus & BangBang,  Moke,  SAT2D, e.a.
- 2007 (18 en 19 augustus): Darker, Das Pop, Dennis, Electric Eel Shock [en], Gabriel Ríos, Gail of God, e.a.
- 2006 (19 en 20 augustus): After Forever, A Brand, Circle of Silence, Infadels, De Jeugd van Tegenwoordig, Kraak & Smaak, Mala Vita, e.a.
- 2005 (13 en 14 augustus): Die Apokalyptischen Reiter, C-mon & Kypski, Epica, Jaya the Cat, Krezip, The Sheer, Voicst, e.a.
- 2004 (14 en 15 augustus): Buscemi, Detonation, Enge Buren, Extince, Janez Detd., Laidback Luke, Sioen, e.a.
- 2003 (23 en 24 augustus): Artefact , Loonaloop, Mo'Jones, Relax, The Riplets, The Spades, e.a.
- 2002 (17 en 18 augustus): Beef, Born from Pain, Heideroosjes, Ozark Henry, e.a.
- 2001 (18 en 19 augustus): Brainpower, Green Lizard, Michel de Hey, Zuco 103, e.a.
- 2000 (26 en 27 augustus): Dreadlock Pussy, Tröckener Kecks, Spookrijders, e.a.
- 1999: Mennen, Eboman, U-Gene & Oh-Jay, Tiësto, e.a.
- 1998: 100% Isis, The Scene, Soylent Green, e.a.